# Muriculus imberbis
Muriculus imberbis là một loài động vật có vú trong họ Chuột, bộ Gặm nhấm. Loài này được Rüppell mô tả năm 1842.